# Der Deutsche Sender

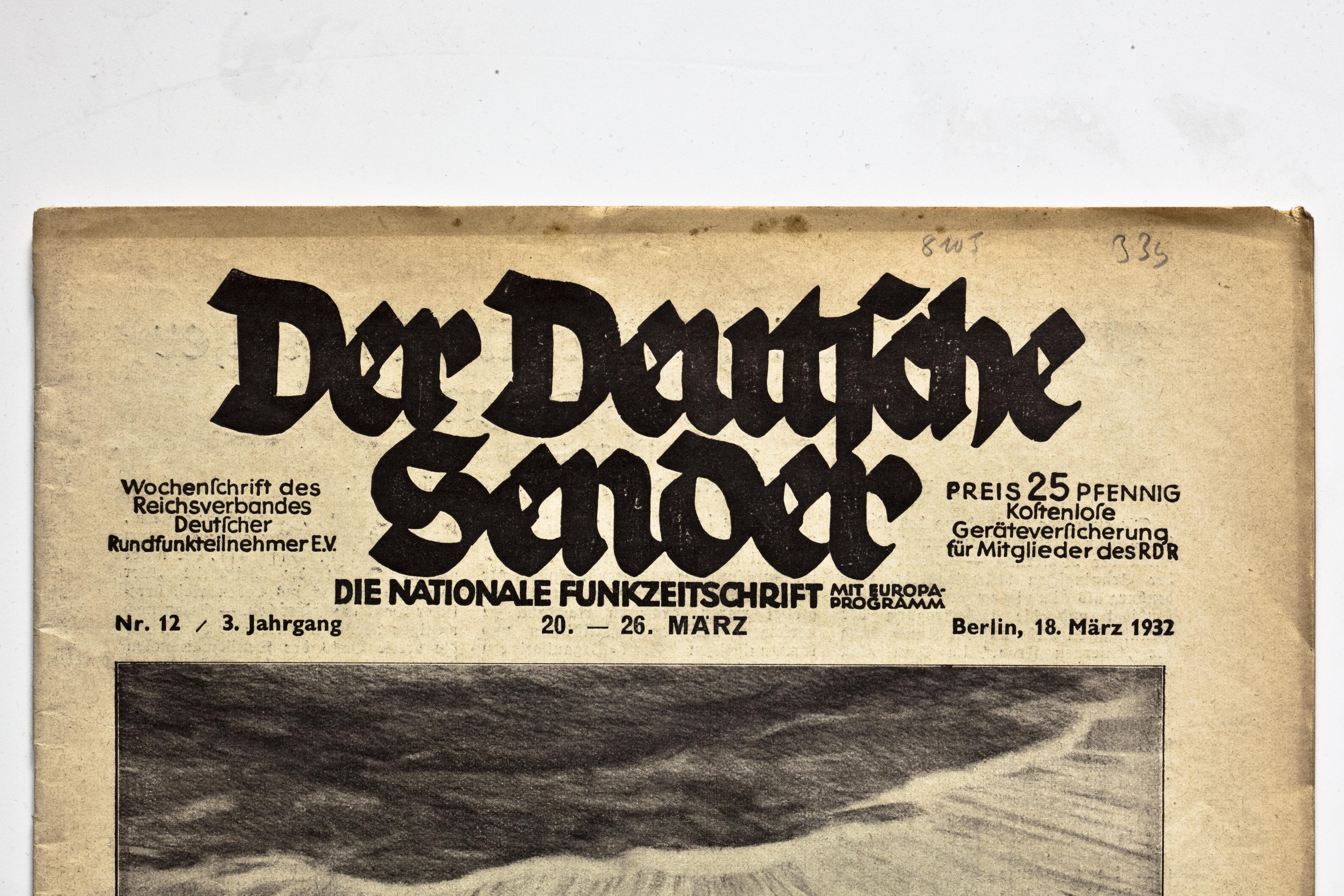
Der Deutsche Sender, Heft 12, 1932

Der Deutsche Sender  war eine von 1930 bis 1936 wöchentlich erscheinende nationalsozialistische deutsche Illustrierte mit dem aktuellen in Deutschland empfangbaren Radioprogramm. Er war Verbandsorgan des Reichsverbands Deutscher Rundfunkteilnehmer E.V. (R. D. R.). Er ging in „NS-Funk“ auf, der Zeitschrift der Reichsrundfunkkammer.

## Geschichte
Der Reichsverband Deutscher Rundfunkteilnehmer (R. D. R.) mitsamt seinem Verbandsorgan „Der Deutsche Sender“ wurde 1930 von rechts gerichteten Kräften in der Weimarer Republik gegründet, um „den sozialistischen und kommunistischen Funk-Organisationen eine mindest ebenso starke nationale Organisation entgegenzustellen“.
Als Verbandsorgan des Reichsverbands Deutscher Rundfunkteilnehmer E.V. (R. D. R.). (Vorsitz 1932: Joseph Goebbels) wurde die Zeitschrift anfangs von drei rechts gerichteten Gruppierungen getragen, der Deutschnationalen Volkspartei, der Nationalsozialistischen Deutschen Arbeiterpartei und dem Stahlhelm. „Der Deutsche Sender“ erschien im Berliner Widder-Verlag, war im freien Handel erhältlich und wurde für 1 RM an Vereinsmitglieder verschickt.
Die Chefredaktion wechselte häufig. Nach Willi Bischoff und Rudolf Ableiter kam Eberhard Moes, der in der abgebildeten Ausgabe 12 vom März 1932 als verantwortlicher Schriftleiter zeichnet (für die Anzeigen Ruth Führing). Sein Nachfolger wurde Goetz Otto Stoffregen, dann 1933 Alexander de la Croix. Dieser war seit Juni 1932 zugleich Chefredakteur der von Willi Bischoff aufgekauften, früher evangelischen Zeitschrift „Der Rundfunkhörer“ (1924 gegründet als „Noru, Norddeutsche Rundschau für Funk und Film“) wurde. De la Croix, ein Berliner hugenottischer Herkunft, redigierte zudem ab Mai 1933 den Pressedienst der deutschen Sender, eine Gratis-Korrespondenz für Zeitungen. So wurden die einschlägigen Redaktionen gebündelt.
Im Bestand der Deutschen Nationalbibliothek befinden sich die Ausgaben 1.1930 – 7.1936,23.
Der Verband verzeichnete nach eigenen Angaben eine Verdoppelung der Mitgliederzahlen „innerhalb der letzten Monate“ und kam im März 1932 auf knapp 100.000 Mitglieder.
Während des Wahlkampfs zur Reichstagswahl Juli 1932 zeichnete die Zeitschrift in ihrem redaktionellen Teil das Bild einer „marxistisch-jüdisch“ geprägten deutschen Rundfunklandschaft, die alles „Deutsch-Nationale“ aus ihren Sendungen verbanne. „Der Deutsche Sender“ verurteilte im Februar 1932 die Ausstrahlung der Reden von Reichskanzler Heinrich Brüning und Reichspräsident Paul von Hindenburg als Einsatz „politischer Machtmittel“: „Alle deutschen Sender waren an zwei Abenden je eine dreiviertel Stunde durch diese Angelegenheit blockiert. Wer irgend konnte, flüchtete ins Ausland“ (Leitartikel von Goetz Otto Stoffregen, ebenda).
Am 2. November 1932, drei Monate vor Hitlers Machtergreifung, verkündete „der Vorsitzende des RDR Dr. Goebbels“ im  „Deutschen Sender“ die Bündelung nationalsozialistischer Rundfunkaktivitäten: „In einem nationalsozialistischen Reichsverband Deutscher Rundfunkteilnehmer brauchen wir keine Verbandsgruppe Nationalsozialisten [und auch deren Propagandablatt Deutsch der Rundfunk!] mehr.“ In dem kurzen, pragmatischen Text skizziert der spätere Propagandaminister das, was er wenige Monate später umsetzen wird: „Die nationalsozialistische Idee […] soll den deutschen Menschen ganz und gar durchdringen und erfassen. Dazu ist uns heute der Rundfunk eine wichtigste Waffe, weil er unsere Volksgenossen von früh bis spät […] begleitet und führt.“ Goebbels schließt mit den Worten: Wenn das Ziel erreicht sei, „werden wir mit dieser revolutionären Waffe der neuen Zeit der Welt beweisen, was deutscher Geist und deutscher Wille vermag.“

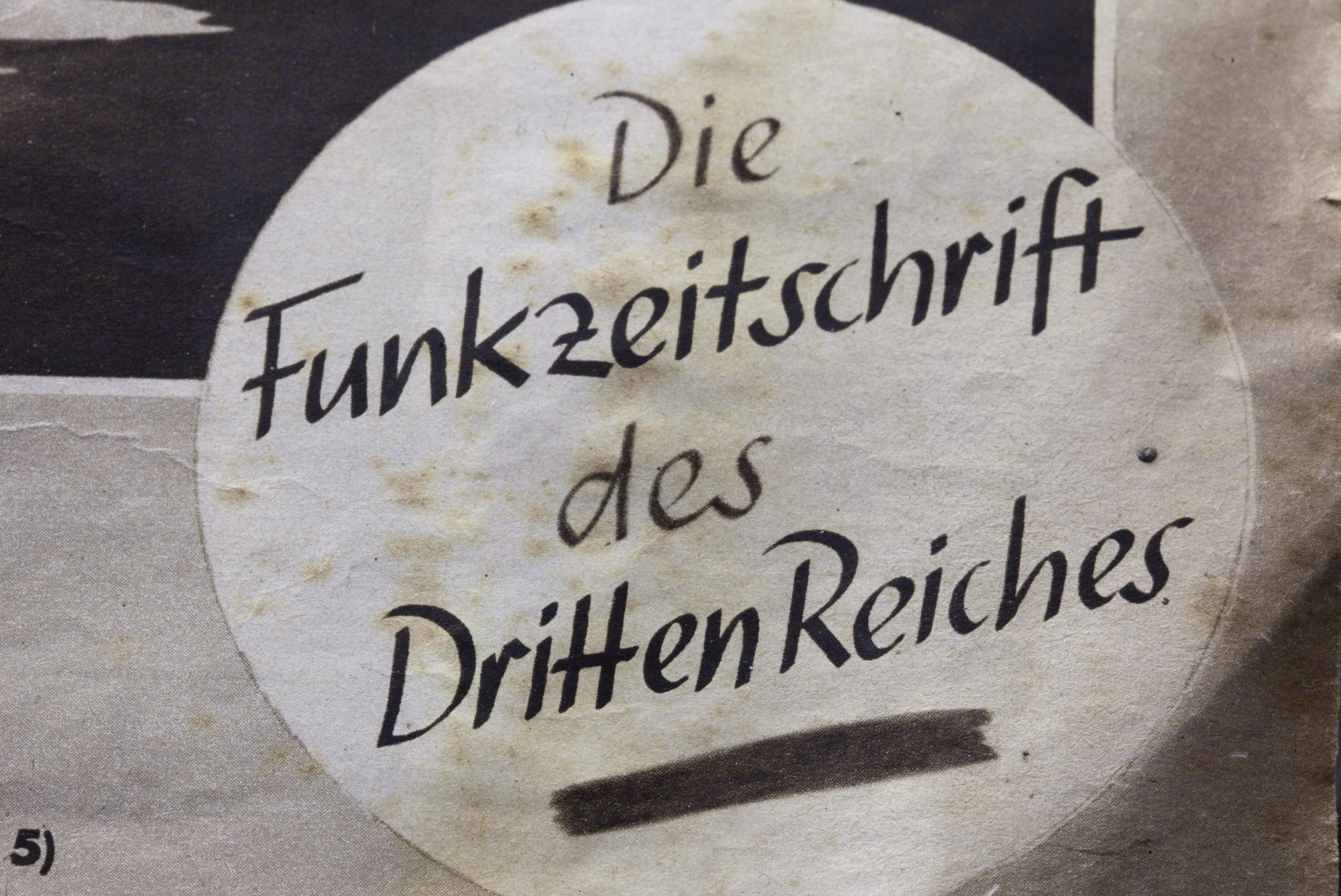
Seit Februar 1933 das Etikett: Funkzeitschrift des Dritten Reiches

Nach Hitlers Machtübernahme im Januar 1933 gab sich „Der Deutsche Sender“ auf dem Deckblatt den zusätzlichen Titel „Die Funkzeitschrift des Dritten Reiches“. Der hetzerisch polemische Grundton vom März 1932 („Wir stehen mit zusammengebissenen Zähnen da und warten auf unsere Zeit! Sie ist nicht mehr fern…“) setzte sich im Februar 1933 mit Ausgabe 9 fort: „…man wird einsehen, daß es auch unter den Rundfunkintendanten noch aufzuräumen gibt.“
1936 ging „Der Deutsche Sender“ in „NS-Funk“ auf, der Zeitschrift der Reichsrundfunkkammer.

## Propagandistische Kritik

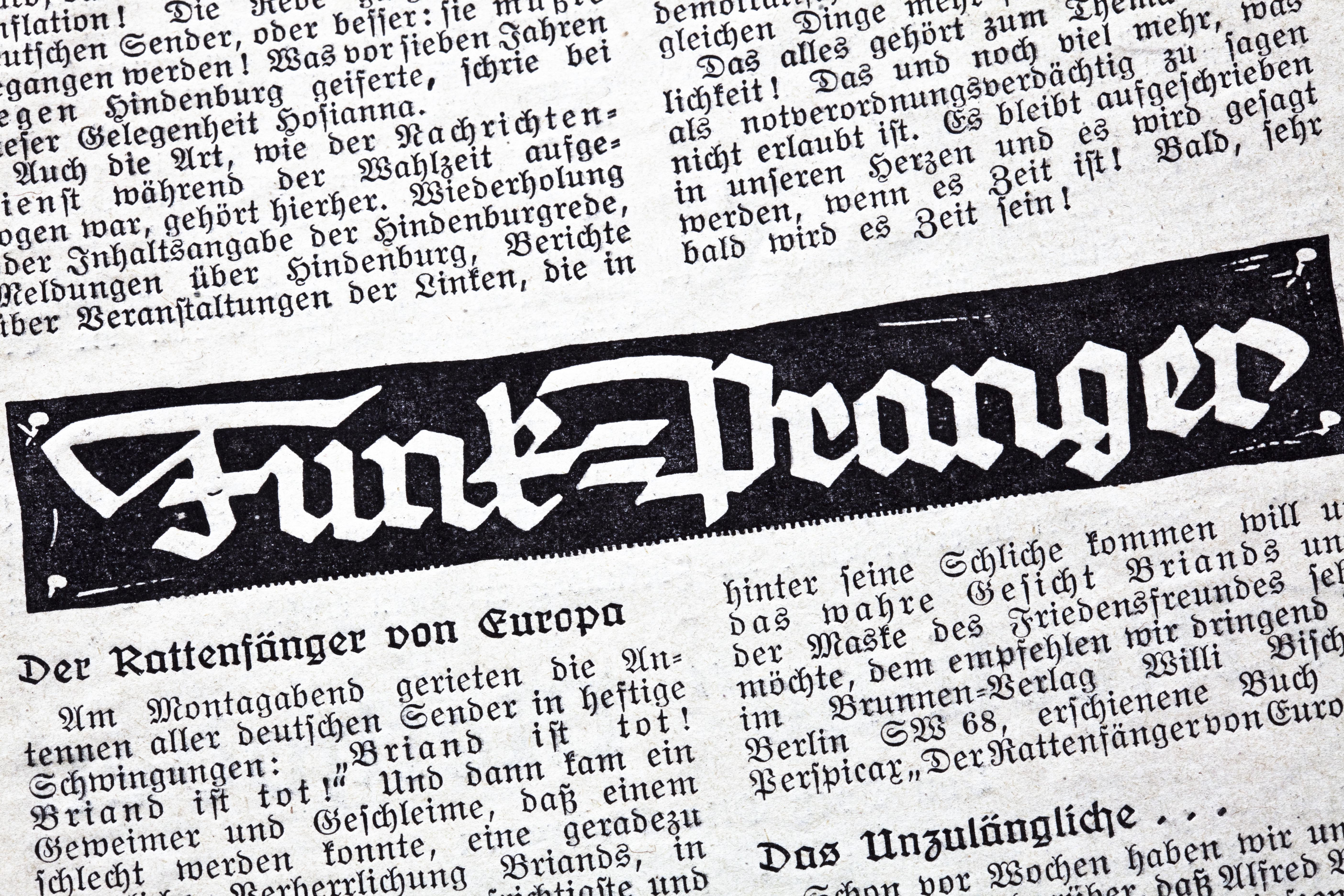
Rubrik „Funk-Pranger“ mit Hörfunkkritik in Heft 12, 1932

Die Hörfunkkritik heißt in der Zeitschrift „Funk-Pranger“ und nimmt pro Heft mehrere Seiten ein. Mit der Machtübernahme wird aus dieser Rubrik das Echo der deutschen Wellen – Kritischer Wochenrückblick. Zu den bekanntesten Sendungen gehörte in der Zeit die Funk-Stunde Berlin. „Der Deutsche Sender“ setzt sich regelmäßig mit dieser Sendereihe auseinander und stellt sie z. B. in seiner Ausgabe 9.1933 in Kontrast zum Programm des Deutschlandsenders:
„Man wird sich, wenn nach den Wahlen zu der erforderlichen Säuberungsaktion Zeit ist, auch mit Prof. Schubotz, dem Leiter des Reichssenders, zu befassen haben, der bekanntlich sich nicht allein weigerte, den Dankgottesdienst für Adolf Hitler und die Trauerfeier für den gefallenen SA-Mann Maikowski zu übertragen, sondern der die volle Verantwortung dafür trägt, daß eine Meldung von einem Flug Adolf Hitlers nach München beim Deutschlandsender gestrichen wurde, während die Berliner Funkstunde diese Meldung selbstverständlich den Hörern durchgab. Überhaupt ist heute die Berliner Funkstunde unter ihrem stellvertretenden Intendanten Richard Kolb vorbildlich für die Programmgestaltung des Rundfunks in dem Deutschland der nationalen Erneuerung. Wir verweisen nur auf die aktuellen Vorträge dieser und der kommenden Woche, in denen die zeitgeschichtliche Problematik Deutschlands und die geschichtliche Mission Adolf Hitlers und der anderen Führer der Reichsregierung behandelt werden. Der sozialistische Volksfunk beschimpft in hämischer Weise Kolb. Das beweist, daß Kolb auf dem rechten Weg ist, den Rundfunk zu seinen richtungweisenden Aufgaben im nationalen Deutschland emporzuführen.“